# Cagliarese

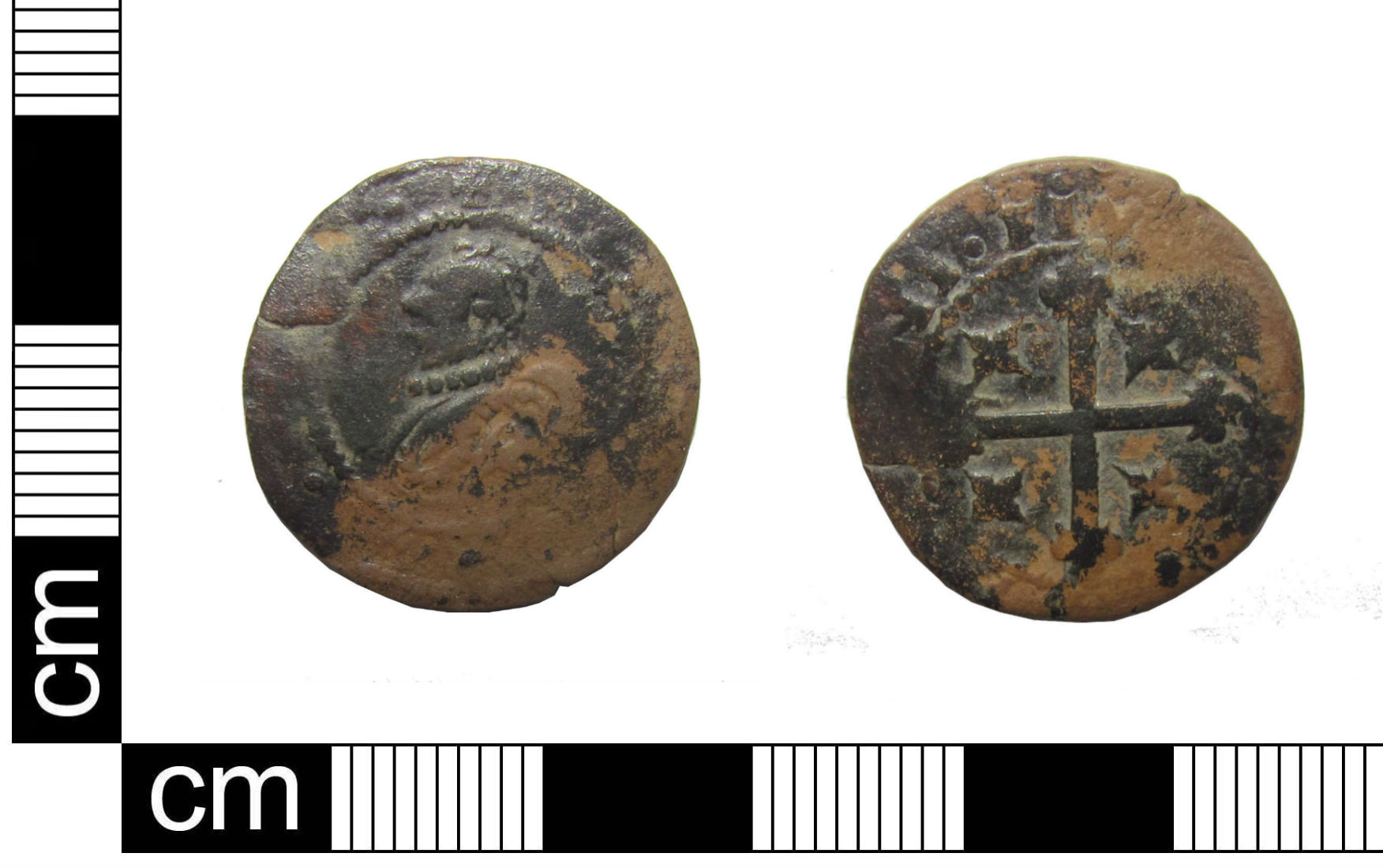
Soldo en alliage de cuivre post-médiéval, de Philippe III d'Espagne. Monnaie de Cagliari, Sardaigne, États italiens sous domination espagnole.

Le cagliarese (également callaresito, pluriel italien : cagliaresi) est un type de pièces de monnaie subdivisionnaire frappé en cuivre originellement à Cagliari en Sardaigne,.

## Histoire
La première monnaie de type cagliarese, en billon et pesant 0,80 g d'une valeur de deux denari, a été émise par Ferdinand II d'Aragon. Au XVIe siècle, sous le roi Charles II, elle devient en cuivre.
Après la cession de la Sardaigne aux États de Savoie en échange de la Sicile, le cagliarese devient un sous-multiple du scudo sarde. Victor-Amédée II a frappé les pièces de 1 et 3 cagliaresi, en cuivre (1720). Elles arborent le profil du roi et pèsent respectivement 2,35 et 6,75 grammes. Le fils de Victor Amédée, Charles-Emmanuel II, a ajouté la mezzo cagliarese (½ cagliarese), également en cuivre.
Après la réforme de 1754 qui instaure le scudo comme monnaie officielle de la Sardaigne, un nouveau type de cagliarese en cuivre, d'un poids de 2,34 g et d'un diamètre de 18 mm est émis. Cette monnaie circule sur l'île, le scudo piémontais, à parité, sur le continent.
Sous Charles-Emmanuel III (1796-1802), le cagliarese n'a pas été émis. Victor-Emmanuel Ier a émis une pièce de 3 cagliaresi, vers 1813.
Le cagliarese disparait en 1821, lorsque le scudo, divisé en 120 cagliaresi, est remplacé par la lire sarde, divisée en 100 centesimi.